# Impatiens miniata
Impatiens miniata är en balsaminväxtart som beskrevs av C. Grey-wilson. Impatiens miniata ingår i släktet balsaminer, och familjen balsaminväxter. Inga underarter finns listade i Catalogue of Life.